# Sepmeries
Sepmeries és un municipi francès, situat a la regió dels Alts de França, al departament del Nord. L'any 2006 tenia 548 habitants.

## Demografia
| 1962                                       | 1968 | 1975 | 1982 | 1990 | 1999 |
| ------------------------------------------ | ---- | ---- | ---- | ---- | ---- |
| 578                                        | 593  | 587  | 562  | 489  | 523  |
| Des de 1962: població sense dobles comptes |      |      |      |      |      |

## Administració
| Període | Identitat      | Partit |
| ------- | -------------- | ------ |
| 2001-   | Gérard Douriez |        |